# Оранжерея (Кассель)
Оранжере́я (нім. Orangerie) — будівля в парку Карлсауе в місті Кассель, земля Гессен, Німеччина. Оранжерею побудовано з 1702 по 1711 рік за указом ландграфа Гессен-Касселя Карла, приблизно за 400 м на південь від колишнього міського замку біля західного берега річки Фульда.

## Історія

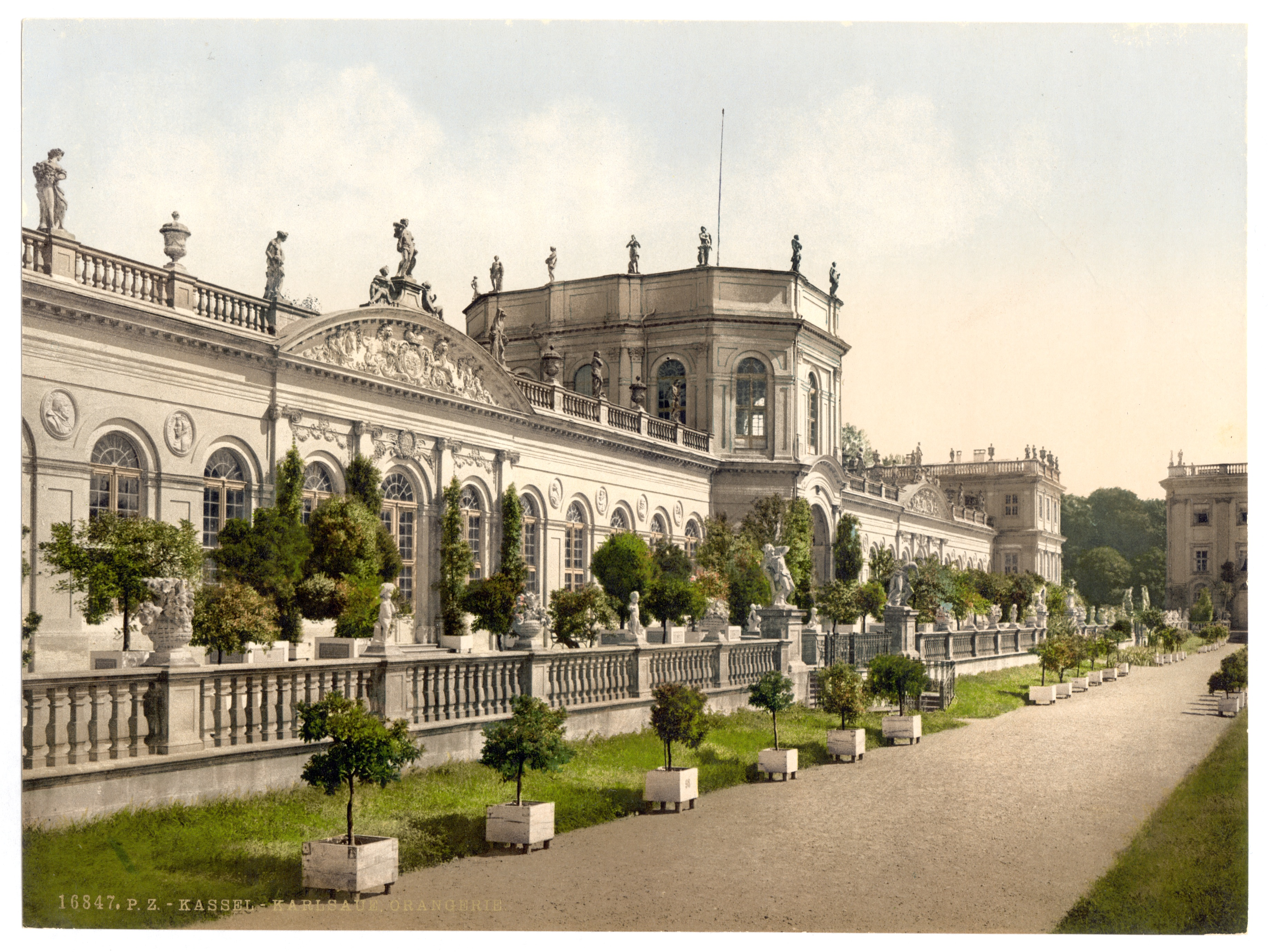
Оранжерея, фотохром, 1900 рік

У 1568 році на території нинішньої Оранжереї та прилеглого гессенського поля битви за бажанням Вільгема IV спроєктували замковий сад з невеличким замком з південної сторони. Його наступник ландграф Моріц дав указ переробити сад на початку XVII століття.
Нинішній бароковий замок спорудив приблизно з 1702 року у французькому стилі дворянський архітектор Йоганн Конрад Ґіслер. Основна будівля простягається на 139,40 метра в довжину. Довгі галереї виконували функцію як святкових залів, так і одночасно оранжереї для рослин, які були виставлені в горщиках у садах Оранжереї влітку. Кутовий павільйон використовувала сім'я ландграфа як літню резиденцію. На верхньому поверсі центральної будівлі розташовувався зал Аполлона. Цікаво, що до нього можна було потрапити тільки через відкритий дах — до нього не було сходів.
Ландграф Карл планував доповнити головну будівлю Оранжереї кількома павільйонами, трохи відокремленими один від одного. Проте протягом його життя була тільки споруджена будівля «Мармурова ванна» (1722 рік). Це була велична кімната, яка не виконувала жодних функцій, окрім як виставки численних мармурових скульптур Пьєра-Етьєна Монно. Тепер будівлю можна оглянути як частину екскурсії музеєм. Тільки у 1765 році Сімон Луїс де Рей збудував «Кухонний павільйон», який стоїть симетрично навпроти будівлі «Мармурова ванна» зі східної сторони Оранжереї.
Після того як Кургессен зайняли французькі війська Оранжерея виконувала функцію військового лазарету. У 1808 році вестфальський король Жером Бонапарт використовував Оранжерею як свій палац, поки не був перебудований Фрідеріціанум. У 1813 році Кассель визволила російська армія.
З 1830 року інтер'єр був сильно пошкоджений невдалими ремонтними роботами. Більшість штукатурних робіт та внутрішній живопис були втрачені. Також у 1872 році сильно змінили зовнішнє оздоблення. Наприклад, барокові медальйони римських імператорів замінили портретами гессенських правителів, а пошкоджені статуї вилучили з ніш на північній стороні. Часто основна частина Оранжереї та галявина перед будівлею — Voraue — використовувалися як виставкова будівля або приміщення для різного роду промислових, комерційних та професійних виставок.

## Використання в нинішній час
Оранжерея була сильно пошкоджена у Другу світову війну під час повітряних ударів британської авіації. Після цього руїни були тимчасово укріплені та у такому вигляді були виставковим місцем для другої Федеральної садової виставки та першої виставки documenta у 1955 році. У 1970-х роках був відновлений зовнішній вигляд Оранжереї, хоча історичні залишки південної частини були замінені неякісними мистецькими копіями. Декорації фасаду лише умовно відповідають стану будівлі 1872 року, інтер'єр повністю наново переробили.

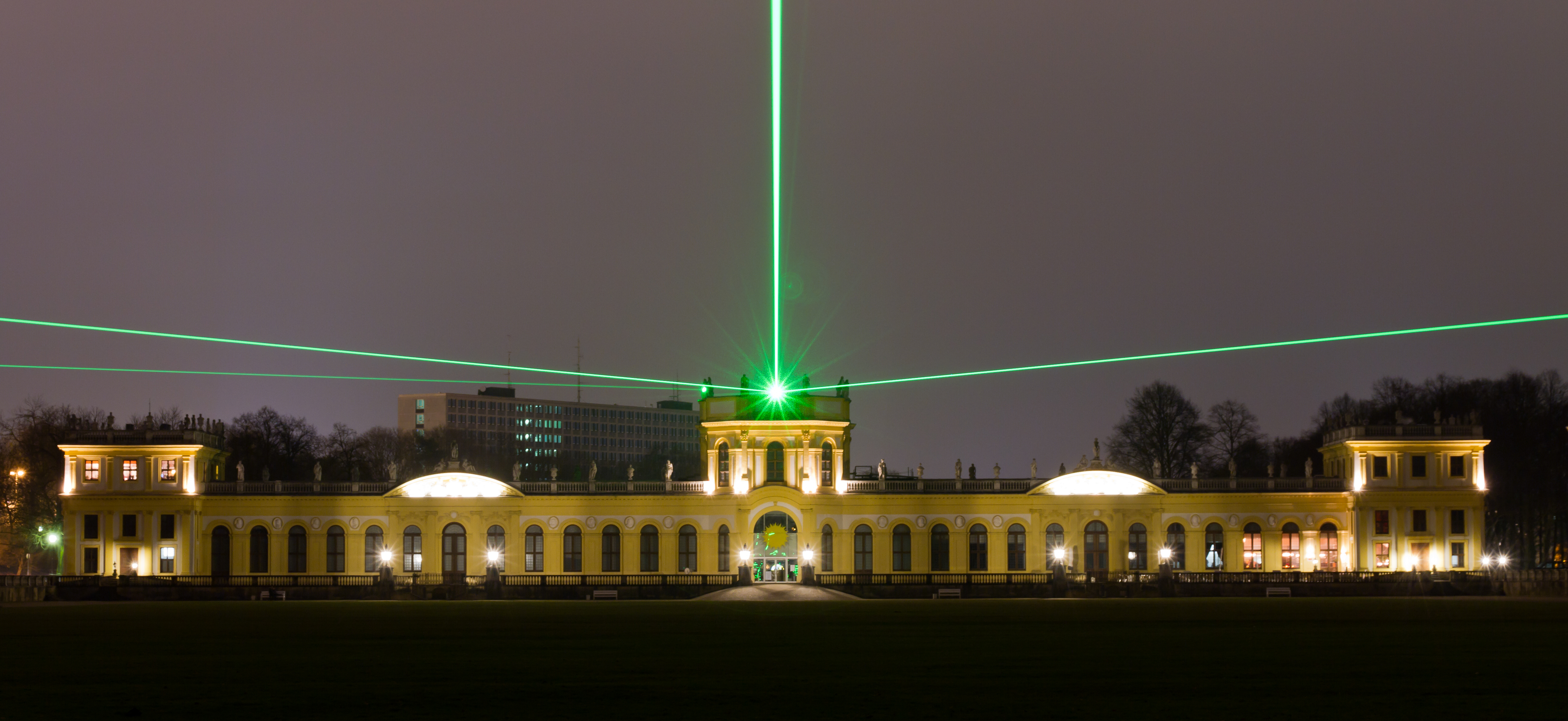
Лазерна інсталяція в Оранжереї

У 1977 році з нагоди documenta 6 Оранжерея була частиною лазерної інсталяції Горста Бауманна та Петера Герта.
Нині в Оранжереї розміщуються астрономічно-фізичні кабінети з інтегрованим планетарієм. Таким чином, зберігається наукове значення астрономії, розвиток якої підтримувався у часи ландграфа Моріца. У той час перша установка для перегляду зірок та дослідження астрономічних явищ знаходилась у колишній оборонній вежі міського укріплення. З 1996 року до музею також належить «Планетарна доріжка Карлсауе».
Адміністрація Музейного ландшафту Гессена-Касселя прагне відновити оранжерею в Касселі. З цією метою в майбутньому планується, що в деяких частинах Оранжереї знову зимуватимуть дерева лимона, а влітку приміщення будівлі будуть використовувати для проведення різних заходів. Простора тераса відокремлює сад палацу від великої галявини і використовується влітку як кафе.
Протягом documenta 12 галявина використовувалась як виставкове місце, для якого побудували виставковий павільйон площею 9500 м². З 2008 року на галявині перед Оранжереєю відбувається щорічний концерт «HNA Sommer Open Air», який на цей час є другим за величиною концертом класичної музики просто неба Німеччини.

## Панорама

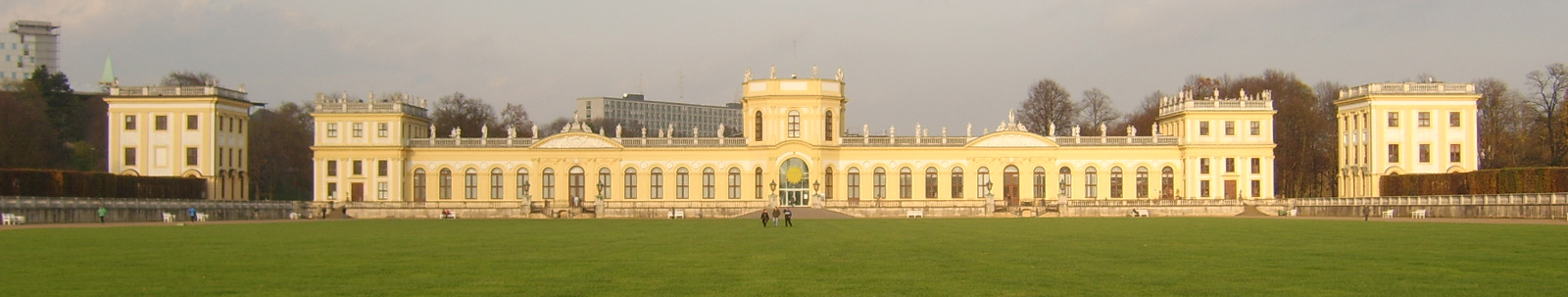
Вид на Оранжерею: зліва «Мармурова ванна», по центру Оранжерея, справа «Кухонний павільйон»